# Edward M. House
Edward Mandell House (26 de julio de 1858 - 28 de marzo de 1938) fue un diplomático y  político estadounidense y consejero al presidente Woodrow Wilson. 

## Biografía
Edward Mandell House nació el 26 de julio de 1858 en Houston, Texas. Se matriculó en la Universidad Cornell, pero no llegó a  graduarse. El 4 de agosto de 1881 contrajo matrimonio con Loulie Hunter. Al volver a Texas, House se puso al frente de la empresa familiar y posteriormente invirtió en la banca. Ayudó a conseguir la elección de cuatro gobernadores de Texas, y actuó como consejero para todos ellos.
Tras retirarse de la política texana y mudarse a Nueva York, se convirtió en consejero, amigo íntimo y partidario del gobernador de Nueva Jersey Woodrow Wilson en 1911, y le ayudó a ganar la nominación demócrata para presidente en 1912, y ayudó a establecer su administración. A House se le ofreció el puesto que quisiera en el gabinete, pero rechazó la oferta prefiriendo «servir dondequiera y cuando quiera que sea posible».
Permaneció como consejero a Wilson, especialmente en asuntos extranjeros. House sirvió como el negociador principal en Europa durante las negociaciones de paz (1917-1919) y como diputado principal para Wilson en la Conferencia de Paz de París. En las elecciones presidenciales de 1916, House rechazó asumir un papel público, pero fue el principal consejero de campaña para Wilson. La segunda esposa de Wilson, Edith, despreciaba a House, y se cree que su antipatía hacia House fue la razón para la decisión de Wilson de romper con este.

House murió el 28 de marzo de 1938 en Manhattan, Nueva York, tras un episodio de pleuritis. Está enterrado en el Cementerio Glenwood en Houston, Texas.

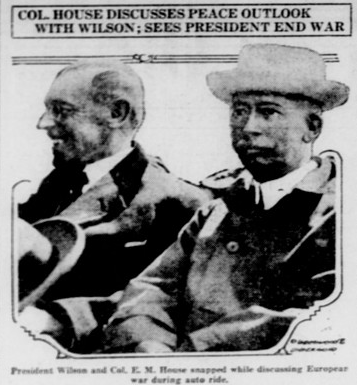
House y el presidente Wilson en 1915.

## Diplomacia
House se preocupó con asuntos internacionales, y promovía el objetivo de Wilson de negociar una paz para terminar la Primera Guerra Mundial. Pasó la mayoría de 1915 y 1916 en Europa intentando negociar la paz. Era entusiasta pero carecía de un conocimiento profundo sobre los asuntos europeos, y confiaba en la información recibida de diplomáticos británicos, especialmente Edward Grey el ministro de Asuntos Exteriores.
House percibía la Primera Guerra Mundial como una batalla épica entre la democracia y la autocracia; arguyó que los Estados Unidos deberían ayudar a Gran Bretaña y Francia a ganar una victoria aliada. Sin embargo, Wilson insistió en la neutralidad.
House desempeñó un papel clave en diplomacia durante la guerra. Wilson asignó a House la tarea de unir "La Investigación," un equipo de académicos encargado de idear soluciones eficaces a los problemas de la posguerra. En septiembre de 1918, Wilson encomendó a House la responsabilidad de preparar una constitución para una Sociedad de las Naciones. En octubre de 1918, cuando Alemania pidió la paz basada en los Catorce Puntos, Wilson encargó a House la tarea de elaborar las características del armisticio con los Aliados.

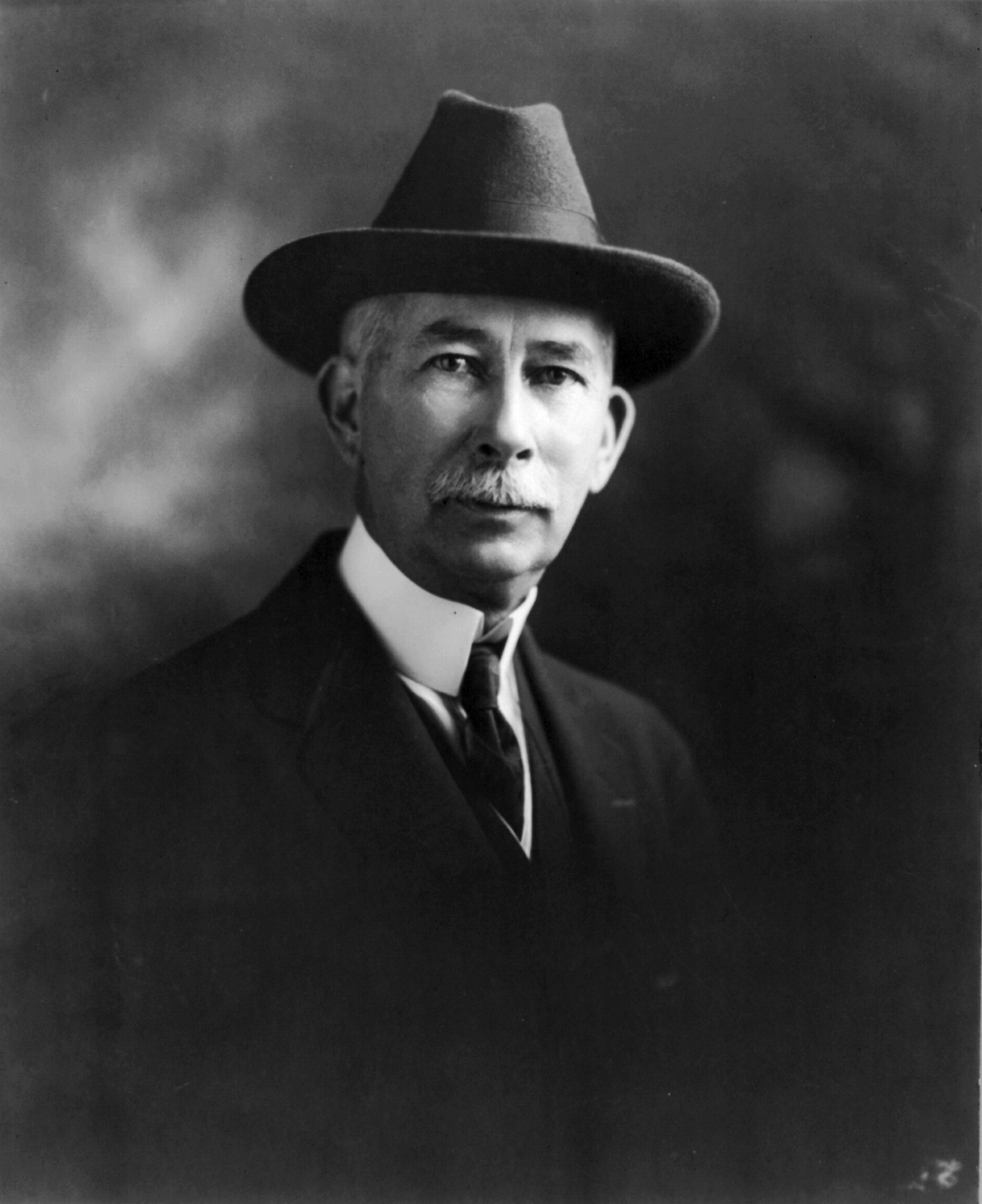
Edward M. House en 1920

House ayudó a Wilson a esbozar sus Catorce Puntos y trabajó con el presidente para elaborar el Tratado de Versalles y el Convenio de la Sociedad de las Naciones. House sirvió en la Comisión de la Sociedad de las Naciones sobre los Mandatos. El 30 de mayo de 1919, House participó en una reunión en Paris que estableció las bases del establecimiento del Council on Foreign Relations (CFR). Por todo de 1919, House recomendó a Wilson a trabajar con el senador Henry Cabot Lodge para lograr la ratificación del Tratado de Versalles, pero Wilson se negó a trabajar con Cabot o con el resto de cargos superiores republicanos.

En febrero de 1919, House ocupó su puesto en el Consejo de los Diez, en el que negoció compromisos inaceptables para Wilson. En marzo, Wilson volvió a París. Decidió que House se había tomado demasiadas libertades durante las negociaciones, y lo transfirió a un papel secundario. Cuando volvieron a los Estados Unidos, los dos hombres nunca se vieron o se hablaron de nuevo.
Durante los 1920, House apoyó enérgicamente la membresía de los Estados Unidos en la Sociedad de las Naciones y en la Corte Permanente de Justicia Internacional.
En 1932 House apoyó a Franklin D. Roosevelt en las elecciones presidenciales. House era un confidente de William E. Dodd, el primer embajador de Roosevelt ante Alemania nazi, y actuó ocasionalmente como intermediario entre Dodd y la Casa Blanca y Departamento de Estado.